# Cecil Edgar Tilley
Cecil Edgar Tilley (Unley, Adelaide, Austrália, 14 de maio de 1894 — Cambridge, 24 de janeiro de  1973) foi um geólogo, petrólogo e mineralogista britânico de origem australiana.
Especializou-se no estudo das rochas metamórfricas, principalmente no metamorfismo de contato entre o magma e os gizes ou os sedimentos. A partir dos anos 1950 passou a estudar as rochas ígneas.
Foi professor de mineralogia e petrologia na Universidade de Cambridge, de 1931 a 1961. Assumiu como membro da Royal Society em 1938 e foi presidente da Sociedade Geológica de Londres, no período 1949-1950.
Foi laureado com a Medalha Bigsby em 1937 e com a Medalha Wollaston em 1960, ambas pela Sociedade Geológica de Londres. Recebeu também a Medalha Real em 1967, pela Royal Society. Um mineral, a tilleyita, foi nomeado em sua homenagem.

## Obras
- "Metamorphism; a study of the transformations of rockmasses", com Alfred Harker
- "Hawaiian volcanoes"